# 2934 Aristophanes
Aristophanes (asteroide 2934) é um asteroide da cintura principal com um diâmetro de 27,72 quilómetros, a 3,0358775 UA. Possui uma excentricidade de 0,0428068 e um período orbital de 2 063,08 dias (5,65 anos).
Aristophanes tem uma velocidade orbital média de 16,7243953 km/s e uma inclinação de 8,81045º.
Este asteroide foi descoberto em 25 de Setembro de 1960 por Cornelis Johannes van Houten, Ingrid van Houten-Groeneveld e Tom Gehrels.